# 2189 Zaragoza
2189 Zaragoza (1975 QK) là một tiểu hành tinh vành đai chính.